# Karwin (Karlino)
Karwin (deutsch Karvin, früher Carvin) ist ein Dorf in der  Stadt- und Landgemeinde Karlino (Körlin) im Powiat Białogardzki (Kreis Belgard) der polnischen Woiwodschaft Westpommern.

## Geographische Lage
Das Dorf liegt in Hinterpommern, etwa 12 Kilometer südwestlich der Stadt  Karlino (Körlin), 16 km westlich der Stadt Białogard (Belgard) und 99 Kilometer nordöstlich der regionalen Metropole Stettin (Szczecin).

## Geschichte
Aus vorgeschichtlicher Zeit, genauer gesagt aus der frühen Eisenzeit, wurde bei Karvin ein Brandgrubengrab mit einem Schildbuckel und drei Lanzen gefunden.
Karwin (ältere Namensformen: Carmin, Karffin) war ursprünglich eine Siedlung, die im Mittelalter als Sackplatzdorf angelegt und später als Gutsdorf angeführt wurde. Für 1347 ist eine Kirche im Ort erwähnt, deren Patronat der Kolberger Rat ausübte. Seit der zweiten Hälfte des 15. Jahrhunderts besitzt die Familie Damitz das Dorf, das lange Zeit neben dem Gemeindegebiet Karvin, die Gemarkung Dumzin (poln. Domacyno) umfasste.
Die Besitzverhältnisse änderten sich im 18. Jahrhundert, als Asmus Christian von Münchow mit einem Großteil der Dorffläche belehnt ist. Gegen Ende des Jahrhunderts ist der Ort noch in vier Anteile aufgeteilt (Karvin a, b, c und d). Karvin  a umfasste das sogenannte Mittelgut, das die Familie Damitz wieder bei den von Podewils auslöste. Im Anteil b, ein Ackergut, auch das Teichgut genannt, wechselte im 18. Jahrhundert mehrfach die Besitzverhältnisse; gegen Ende des Jahrhunderts befand es sich im Besitz der Familie Kleist. Das Ellergut bzw. Karvin c besaß nach Erbfolge der Generalmajor Christian Friedrich von Braunschweig, und den Anteil d (Oberhof bzw. Eichgut) erbten Angehörige der Familie von Haube. Für Karvin wurden 21 Wohnhäuser registriert, in denen etwa 140  Einwohner lebten. Etwa die gleiche Anzahl an Einwohnern wurde für die Gemarkung Dumzin registriert.  Im darauffolgenden Jahrhundert änderten sich die Besitzverhältnisse teilweise erneut.
Von 1895 bis 1899 wurde schließlich das Rittergut Karvin in einzelne Bauernstellen aufgeteilt („aufgesiedelt“). Die neuen Bauernstellen wurden in der Feldmark verteilt angelegt. Im Rahmen der Aufsiedlung wurde 1895 der Gutsbezirk Karvin zu einer Landgemeinde umgewandelt. Mit der Auflösung der Gutsbezirke im Jahre 1928 wurde der Gutsbezirk Dumzin in die Landgemeinde Karvin eingegliedert. 
Anfang der 1930er Jahre hatte die Landgemeinde Karvin eine Flächengröße von 13,9 km². Innerhalb der Gemeindegrenzen gstanden zusammen 54 bewohnte Wohnhäuser an drei verschiedenen Wohnstätten:
1. Dumzin
2. Karvin
3. Mühle Karvin

Um 1935 hatte Karvin  u. a. einen Gasthof, zwei Mühlen und eine Schmiede. Im Jahr 1939 hatte die Landgemeinde 553 Einwohner.
Die Gemeinde Karvin gehörte bis 1945  zum Landkreis Kolberg-Körlin im Regierungsbezirk Köslin der Provinz Pommern des Deutschen Reichs.
Gegen Ende des Zweiten Weltkriegs wurde der Ort am 4. März 1945 von der Roten Armee besetzt und anschließend von der Sowjetunion der Volksrepublik Polen zur Verwaltung überlassen. Die Höfe wurden polnischen Zuwanderern zugeteilt. Die deutsche Bevölkerung musste noch eine Weile für die polnischen Hofbesetzer arbeiten, bis sie von der polnisches Administration vertrieben wurde. Am 6. Juni 1946 wurden die letzten Deutschen vertrieben, mit Ausnahme von drei Familien, die erst Jahre später ausgesiedelt wurden.
Als polnische Schreibweise des Dorfnamens wurde „Karwin“ bestimmt. Das Dorf gehört heute zur Gmina Karlino (Stadt- und Landgemeinde Körlin), in der es ein eigenes Schulzenamt bildet.

## Kirche

### Dorfkirche

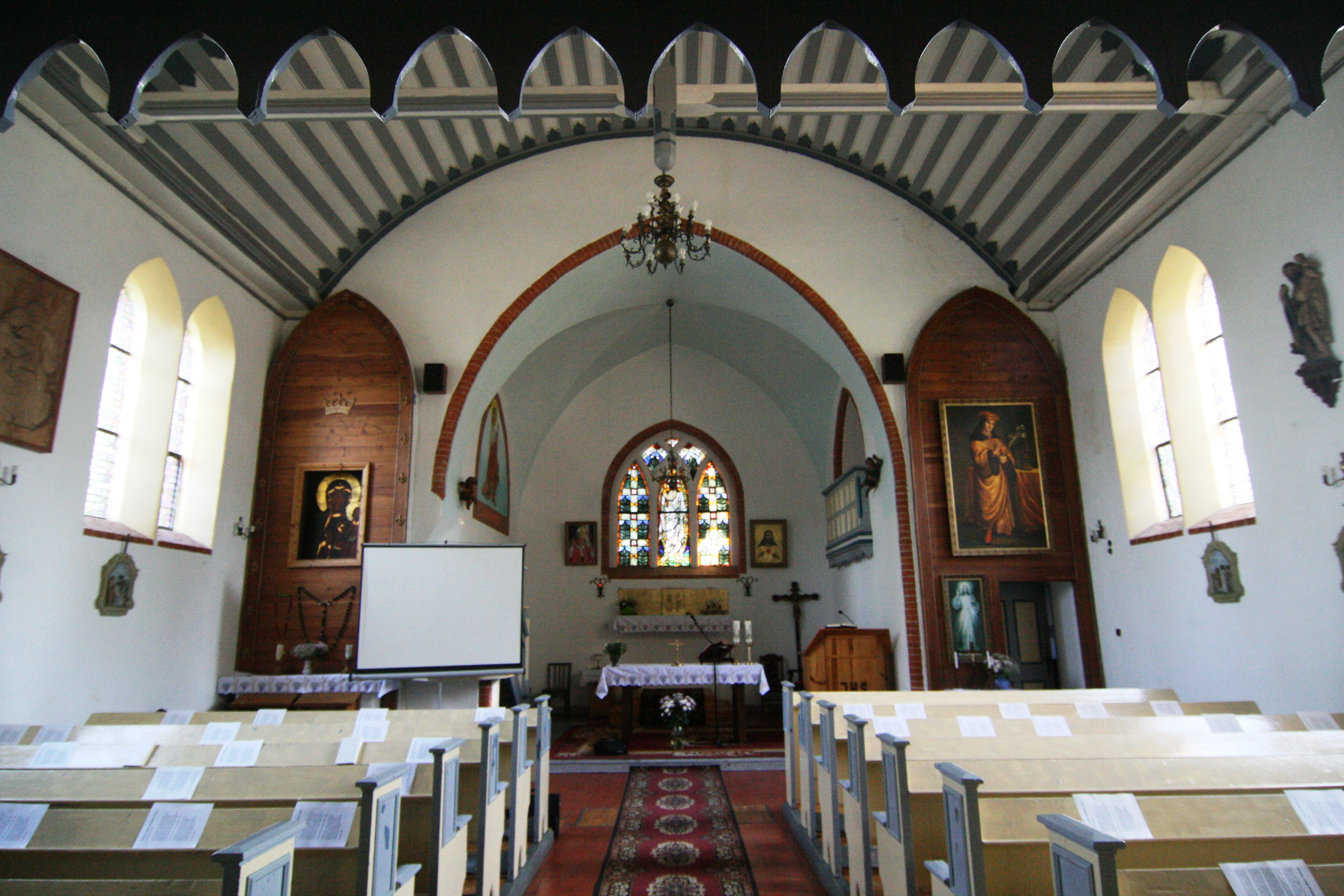
Innenansicht Kirche

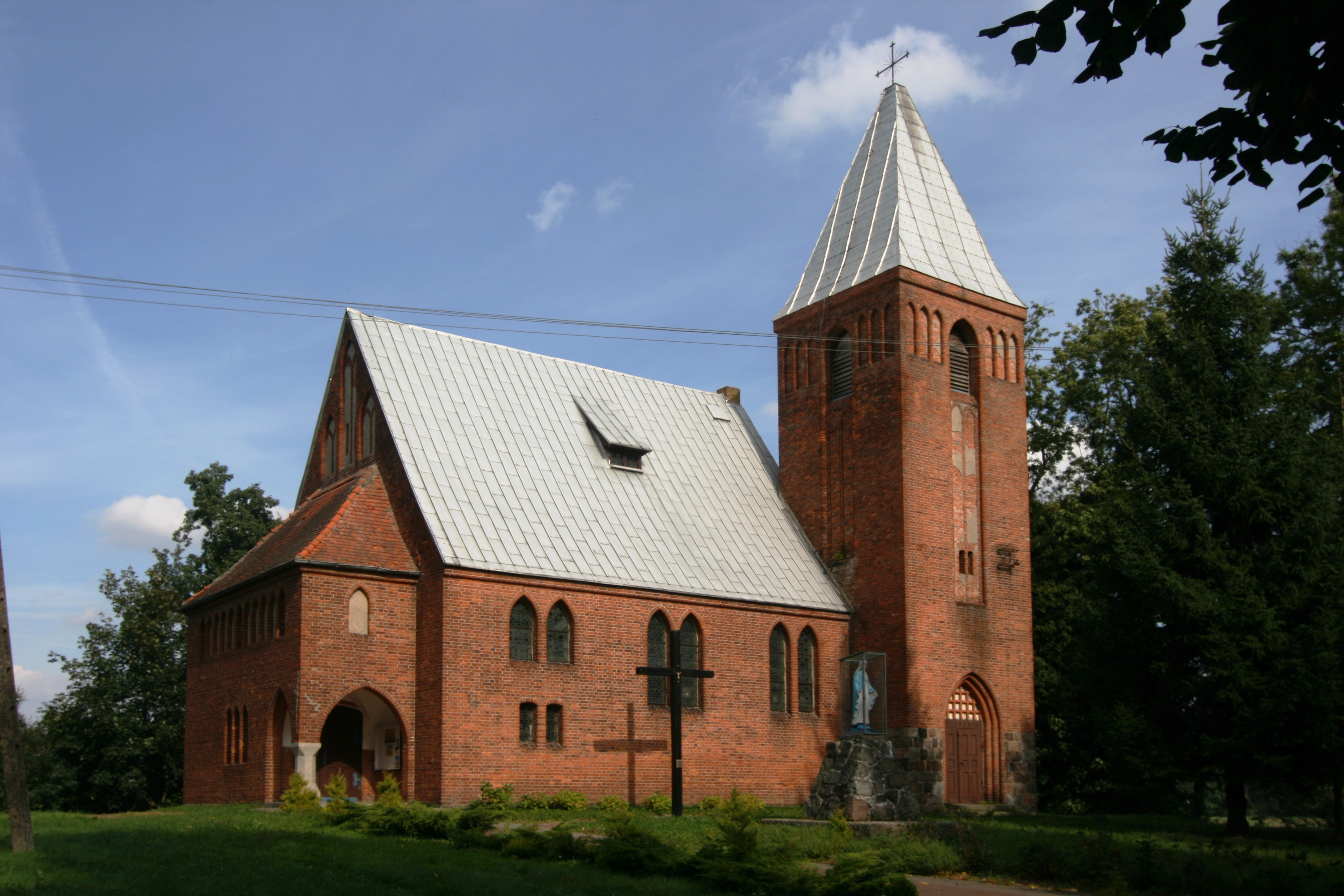
Dorfkirche, bis 1945 Gotteshaus der evangelische Pfarrgemeinde Karvin

Das heutige Kirchengebäude wurde zu Beginn des 20. Jahrhunderts an Stelle einer Fachwerkkirche aus der Zeit nach dem Mittelalter im neogotischen Stil errichtet. Zum historischen Inventar gehörten bis 1945 ein barocker Kanzelaltar, eine Taufschüssel und zwei silberne Kelche aus dem 16. Jahrhundert (jüngeren Datums: Stifterin Catarina von Podewils), historische Glaswappen in den Renaissancefenstern der Stifterfamilien, darunter die Manteuffel und Damitz, sowie ein mittelalterliches Geläut, bestehend aus zwei Glocken. Zum Teil kann das Inventar auch heute noch besichtigt werden.
Nach 1945 wurde das Kirchengebäude zugunsten der Römisch-katholischen Kirche in Polen zwangsenteignet.

### Kirchspiel bis 1045
Seit der Reformation waren die Einwohner der Landgemeinde nahezu vollständig evangelisch. Bis 1945 umfasste das evangelische Kirchspiel Karvin neben Dumzin in den Gemeinden bzw. Orten Klein Jestin, Teile von Mallnow, Schwartow und Rogzow insgesamt 1620 Gläubige. Das Patronat übten lange Zeit die Gutsherren der Rittergüter Karvin und Dumzin gemeinsam aus. Um die Kirche herum war ein Friedhof angelegt, auf dem lange Zeit auch die Bewohner von Dumzin beigesetzt wurden (bis 1939). Der Bestand an Kirchenbüchern reichte bis 1760 zurück.
Das katholische Kirchspiel war in Kolberg.

## Schule
In der Gemeinde bildeten bis 1939 zwei Schulen den Schulverband Karvin. Im Schulgebäude Karvin wurde seit etwa 1900 eine Klasse unterrichtet. Das Schulgebäude in der Gemarkung Dumzin war im ehemaligen umgebauten Gutsgebäude untergebracht. Nachweislich ist seit 1784 ein Schulmeister erwähnt.

## Persönlichkeiten
- Christian Friedrich von Braunschweig (1720–1787), preußischer Generalmajor und Chef des Kürassierregiments „von Podewils“ Nr. 9
- Hans Hartig (1873–1936), deutscher Maler